# Salinas del Bebedero (San Luis)
Salinas del Bebedero es una localidad del departamento Juan Martín de Pueyrredón, provincia de San Luis, Argentina.
Se encuentra 42 km al sudoeste de la ciudad de San Luis, y 12 km al sur de la localidad de Balde a través de la ruta provincial 15.
Es la puerta de entrada a las Salinas del Bebedero, una depresión tectónica y es además un importante yacimiento de cloruro de sodio, con 6500 ha de explotación minera.

## Población
Cuenta con 79 habitantes (Indec, 2010), lo que representa un descenso del 12% frente a los 87 habitantes (Indec, 2001) del censo anterior.

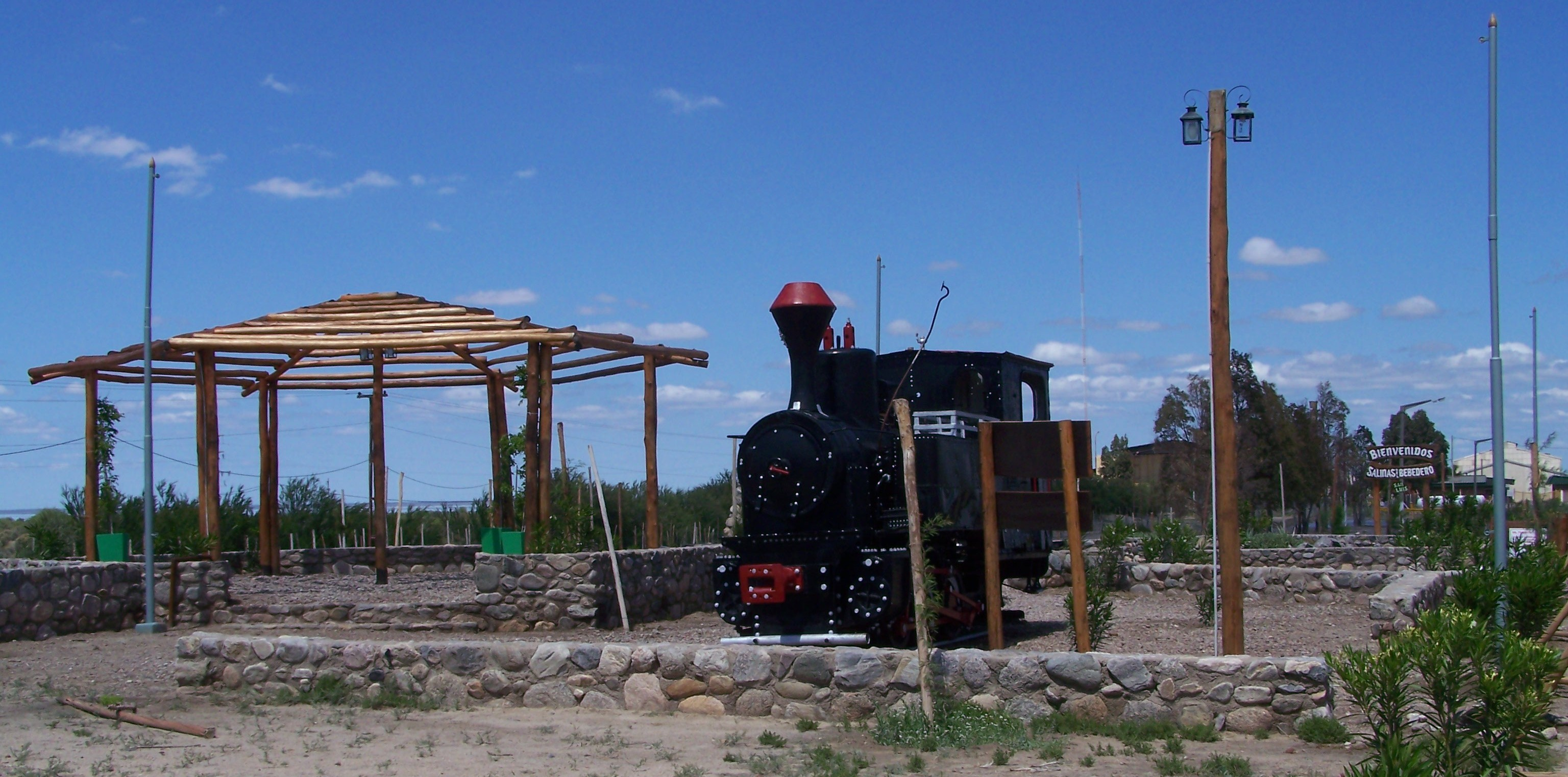
Plaza de Salinas del Bebedero, San Luis

| Gráfica de evolución demográfica de Salinas del Bebedero entre 1991 y 2010 |
|                                                                            |
| Fuente: Censos nacionales del INDEC                                        |